# Беренштейн Леонід Юхимович
Леонід Юхимович Беренштейн (нар. 15 липня 1921, м. Шпиків — 31 березня 2019) — радянський військовий єврейського походження, партизанський командир Другої світової війни.

## Факти з біографії
Пустив під укіс 50 поїздів нацистів (з них 8 особисто і 42 в групі партизанів).
Чемпіон України з боксу в легкій вазі.
У 1993 році переїхав до Ізраїлю. Проживав у місті Кір'ят-Ата. Один з керівників асоціації «Ізраїль — Україна».
Влітку 2001 року на його 80-річчя Всеізраїльське Об'єднання вихідців з України провело першу наукову конференцію. Вона була присвячена євреям, які брали участь у партизанському русі в Україні.
Велика частина особистого архіву зберігається в музеї бійців гетто (Лохамей-ха-Гетаот) біля Нагарії.

## Освіта
Після війни закінчив інститут легкої промисловості, а потім і юридичний факультет Київського університету.

## Нагороди і почесті
Почесний громадянин міста Сміла, Україна, а також трьох міст Польщі і двох Чехословаччини. Двічі був представлений до звання Героя Радянського Союзу, багаторазово піднімалося питання про присвоєння звання Героя України, але цих нагород він не отримав. З рук Президента ЧССР Людвіка Свободи отримав «Дуклінську медаль».

## Праці
Автор численних статей, випустив книги:
- Беренштейн, Л. Е.. Без виз и паспортов. — К. : Политиздат Украины, 1973. — 207 с.: ил;
- Леонид Беренштейн. Через чёрную топь, М., 1983;
- Леонид Беренштейн. Друзья и недруги. — Киев: Политиздат Украины, 1984. — 381 с.
- Беренштейн, Л. Е.. Антисионистская литература в Советском Союзе. — К. : [б.в.], 1996. — 15 с.
- Беренштейн, Л. Е. Евреи и политические репрессии в СССР (20-80-е годы ХХ століття) [Текст] / Л. Е. Беренштейн. — К. : [б.в.], 1996. — 195 с. — ISBN 966-95047-3-2;
- Розбудова громадянського суспільства в Україні (історико-політичне дослідження) / Л. Ю. Беренштейн [та ін.] ; Нац. акад. наук України, Ін-т історії України. — К. : [б.в.], 1999. — 255 с. — ISBN 966-02-1053-1;
- Актуальні проблеми суспільнополітичного і соціально-економічного життя сучасної України / Л. Ю. Беренштейн [та ін.] ; Нац. акад. наук України, Ін-т історії України. — К. : [б.в.], 1999. — 70 с. — ISBN 966-02-1053-2;
- Історіографія, методологія та джерельна база досліджень аграрних відносин в Україні у другій половині ХХ століття [Текст] / Л. Ю. Беренштейн [та ін.]; голова ред. кол. В. А. Смолій ; Нац. акад. наук України, Ін-т історії України, Укр. акад. іст. наук. — К. : [б.в.], 2000. — 136 с. — Бібліогр.: с. 116—134. — ISBN 966-02-1306-9.